# Cyganówka (województwo lubelskie)
Cyganówka – kolonia w Polsce położona w województwie lubelskim, w powiecie lubelskim, w gminie Wojciechów.
W latach 1975–1998 miejscowość administracyjnie należała do ówczesnego województwa lubelskiego.
Wierni Kościoła rzymskokatolickiego należą do parafii św. Teodora w Wojciechowie.